# Surayud Chulanont

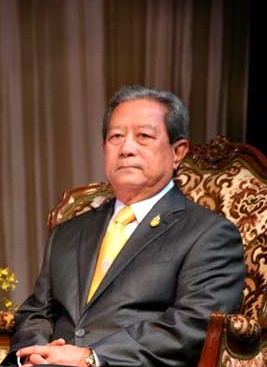
General Surayud Chulanont (2007)

Surayud Chulanont (thailändisch สุรยุทธ จุลานนท์, RTGS: Surayut Chulanon; ausgesprochen: [sùʔráʔjút ʨùʔlaːnon]; * 28. August 1943 in Bangkok) ist ein thailändischer pensionierter General und Politiker. Nach dem Staatsstreich von 2006 war er bis 2008 Premierminister einer vom Militär gestützten Übergangsregierung. Seit 2020 ist er Präsident des Kronrats.
Von 1998 bis 2002 war Surayud Oberkommandierender des Heeres, von 2002 bis 2003 Oberkommandierender der Streitkräfte. Nach seiner Pensionierung berief ihn der König in den Kronrat. Nach dem Staatsstreich im September 2006 schied er aus dem Kronrat aus, um als Interims-Premier einer von der Militärjunta („Council for National Security“) eingesetzten Regierung vorzustehen. Nachdem im Dezember 2007 Wahlen abgehalten wurden, übergab Surayud die Macht am 29. Januar 2008 an eine gewählte Regierung und wurde erneut zum Mitglied des Kronrats ernannt.

## Leben und Karriere
Als Sohn des Oberstleutnants der Armee Phayom Chulanont geboren, besuchte Surayud die Eliteschulen St. Gabriel und Suankularb Wittayalai. Sein Vater quittierte den Dienst als Surayud noch ein Junge war und engagierte sich in der Kommunistischen Partei Thailands (KPT). Surayud dagegen besuchte die Königliche Chulachomklao-Militärakademie. Er begann im Jahre 1965 offiziell seinen Militärdienst als Leutnant. Als junger Offizier führte Surayud Einheiten der Armee gegen von seinem Vater geführte Zellen der KPT in Nordthailand. Gegen Ende des Vietnamkriegs wurde er Ausbilder an der Schule der Spezialtruppen in der Provinz Lop Buri. Anschließend wurde er zum Adjutanten des Armeeoberbefehlshabers General Prem Tinsulanonda befördert. 1992 wurde Surayud Kommandeur der thailändischen Spezialkräfte.

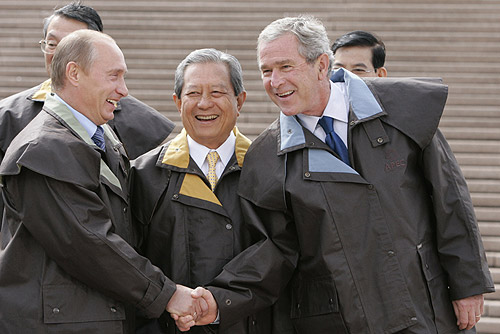
Surayud Chulanont (Mitte) mit Wladimir Putin und George W. Bush, 2007

1998 wurde Surayud von Ministerpräsident Chuan Leekpai von der Demokratischen Partei, der auch das Amt des Verteidigungsministers bekleidete, zum Oberkommandierenden des Heeres bestimmt. Chuan wollte das Militär reformieren, um künftige Einmischungen in die Politik, wie es sie zuvor in Thailand oft gegeben hatte, zu verhindern. Er überging bei der Ernennung Surayuds mehrere höhere Generäle. Surayud versprach, das überdimensionierte Offizierskorps zu verkleinern, Waffenkäufe, bei denen Privatinteressen im Spiel waren, zu unterbinden und das Militär aus der Politik herauszuhalten. Tatsächlich scheiterte Surayud mit diesem Reformprogramm, da andere hohe Generäle seine Umsetzung durch Verzögerungstaktik bis zum Ende seiner Amtszeit größtenteils verhinderten. Unter seinem Befehl nahm Thailand erstmals an Missionen der Vereinten Nationen zur Friedenssicherung teil, so zum Beispiel in Osttimor. Bei seinem Vorgänger im Amt des Ministerpräsidenten, Thaksin Shinawatra, fiel Surayud wegen seiner kompromisslosen und wenig wirtschaftsfreundlichen Art der Durchsetzung des UN-Handelsboykotts gegen Burma in Ungnade. Zum 1. Oktober 2002 wurde er auf den protokollarisch höheren, aber faktisch weniger einflussreichen Posten des Oberkommandierenden der Streitkräfte befördert. Er erreichte 2003 die Altersgrenze und ging in den Ruhestand.
Nach seinem Ausscheiden aus dem aktiven Militärdienst ging er für einige Zeit ins Kloster, dann berief ihn König Bhumibol Adulyadej zum Mitglied seines Kronrates. Surayud und Kronratspräsident Prem Tinsulanonda spielten eine Schlüsselrolle bei der Beförderung des späteren Putschführers General Sonthi Boonyaratglin in die Position des Oberkommandierenden des Heeres.
General Sonthi stürzte die Regierung von Thaksin Shinawatra in einem unblutigen Militärputsch am 19. September 2006. Surayud schied aus dem Kronrat aus und wurde am 1. Oktober 2006 auf Vorschlag der Militärjunta zum neuen Ministerpräsidenten einer „zivilen“ Übergangsregierung ernannt. Pensionierte Militärs gelten in Thailand formell als Zivilisten. Er galt als Kompromisskandidat, der sowohl von den Militärführern, wie auch von zivilen Politikern respektiert wurde. Noch im ersten Monat seiner Amtszeit entschuldigte er sich bei den Muslimen in Südthailand für das harte Vorgehen der Vorgängerregierung im Konflikt mit den Separatisten. Er beendete die Praxis willkürlicher Verhaftung von Muslimen, die im Verdacht standen, die Rebellen zu unterstützen. Einige wegen kleinerer Vergehen im Rahmen des Konflikts Angeklagte wurden freigesprochen oder auf Kaution entlassen. Nach anfänglicher Zustimmung verschlechterten sich die Umfragewerte und die allgemeine Meinung wendete sich gegen die Regierung Surayuds, die als eher untätig und ziellos angesehen wurde. Am 29. Januar 2008, wurde er durch die Regierung von Samak Sundaravej abgelöst, dessen Volksmachtpartei einen Sieg in freien Wahlen errungen hatte.
Anschließend berief ihn König Bhumibol wieder in den Kronrat. Diese Position behielt er auch unter König Maha Vajiralongkorn (Rama X). Dieser ernannte nach dem Tod des langjährigen Kronratspräsidenten Prem Tinsulanonda Anfang 2020 Surayud zum neuen Präsidenten des Kronrats.